# Uniwersytet Michała Römera
Uniwersytet Michała Römera (lit. Mykolo Romerio universitetas, w skrócie: MRU) – uczelnia państwowa z siedzibą w Wilnie, nosząca imię Michała Piusa Römera (lit. Mykolas Römeris), polsko-litewskiego prawnika, dziekana Wydziału Prawa Uniwersytetu Witolda Wielkiego.

## Lokalizacja
Uniwersytet Michała Römera ma swoją główną siedzibę w Wilnie, w dzielnicy Werki, leżącej w północnej części miasta. Tam też, przy ulicy Ateities 20, mieści się większość wydziałów. Znajduje się tam też Instytut Humanistyczny. Na innej ulicy mieści się Wydział Polityki i Zarządzania – Valakupių 5. Wydział Bezpieczeństwa Publicznego mieści się natomiast przy ulicy V. Putvinskio 70 w Kownie.
W głównym budynku, przy Ateities, znajduje się także biblioteka, rektorat, a także szereg innych, najważniejszych instytucji działających w ramach uniwersytetu.

## Historia
Uniwersytet powstał na bazie wileńskiego wydziału szkoły milicyjnej znajdującej się w Mińsku na Białorusi. W 1990 roku uzyskał nazwę „Litewskiej Akademii Policyjnej” („Lietuvos policijos akademija”), później przemianowano go na „Akademię Prawa Litwy” (1997), by w roku 2000 zmienić nazwę na „Uniwersytet Prawa Litwy”. Od 2004 roku uczelnia funkcjonuje pod obecną nazwą.

## Wydziały MRU
Uniwersytet Michała Römera posiada obecnie sześć wydziałów oraz dwa instytuty:
| Jednostka                          | Katedry | Dziekan                      |
| ---------------------------------- | --- | ---------------------------- |
| Wydział Ekonomii i Finansów        | - Bankowości i Inwestycji - Ekonomii - Finansów i Podatków - Handlu Międzynarodowego i Ceł - Ekonomiki Przedsiębiorstwa | prof. doc. dr Rima Žitkienė  |

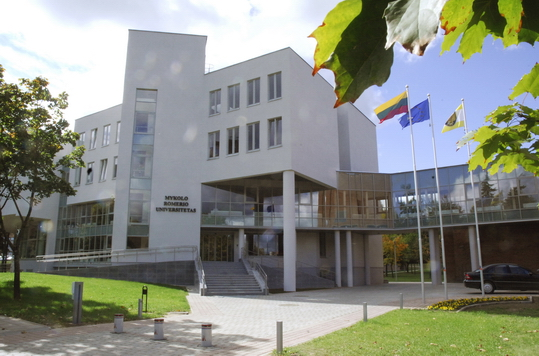
Budynek główny uniwersytetu

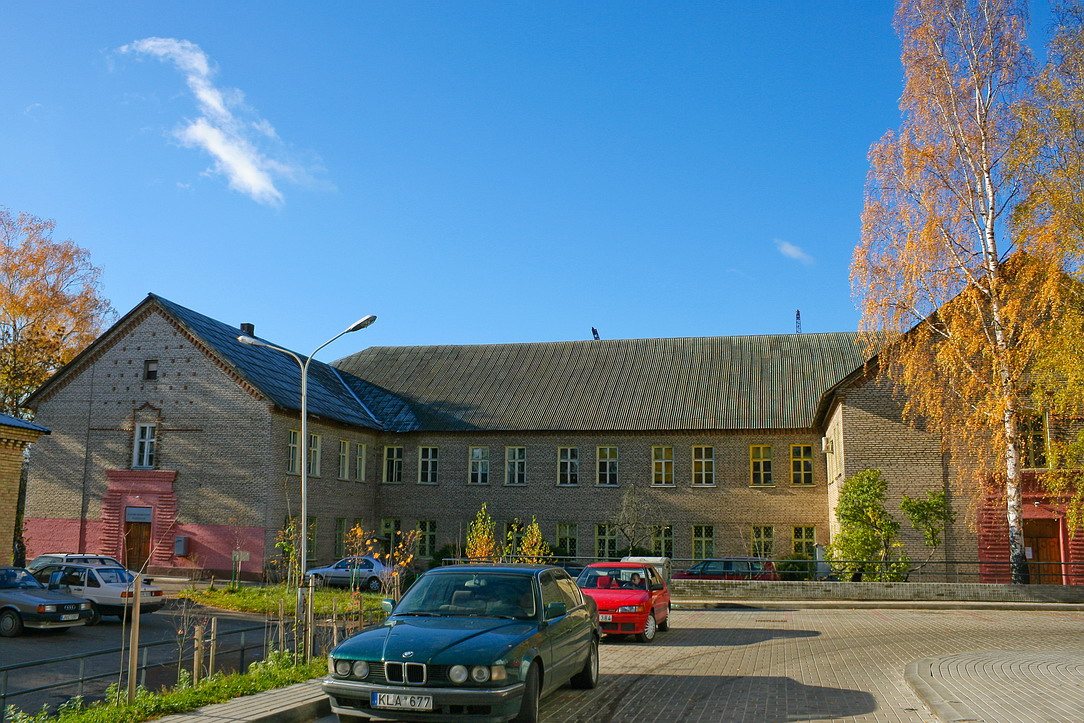
Instytut Medycyny Sądowej MRU

| Wydział Prawa                      | - Prawa Administracyjnego - Postępowania Karnego - Kodeksu Karnego i Kryminologii - Prawa Cywilnego i Handlowego - Postępowania Cywilnego - Prawa Pracy i Ubezpieczenia Społecznego - Prawa Konstytucyjnego - Prawa Międzynarodowego i Unii Europejskiej - Filozofii i Historii Prawa - Prawa Gospodarczego - Prawa Porównawczego | prof. dr Egidijus Jarašiūnas |
| Wydział Polityki i Zarządzania     | - Ochrony Środowiska - Nauk Politycznych - Zarządzania Strategicznego - Zarządzania - Administracji Państwowej | dr Algirdas Monkevičius      |
| Wydział Bezpieczeństwa Publicznego | - Kryminalistyki i Postępowania Karnego - Nauk Humanistycznych - Prawa - Treningu Fizycznego - Czynności Policyjnych - Obrony Granic | doc. dr Saulius Greičius     |
| Wydział Informatyki Społecznej     | - Modelowania Matematycznego - Informatyki i Systemów Software - Biznesu Elektronicznego | dr Saulius Norvaišas         |
| Wydział Polityki Społecznej        | - Edukologii - Mediacji - Psychologii - Pracy w Opiece Społecznej - Polityki Społecznej | prof. dr Leta Dromantienė    |
| Instytut Nauk Humanistycznych      | - Filozofii - Języka Litewskiego - Języków Obcych |                              |
| Instytut Medycyny Sądowej          | |                              |

## Podstawowe statystyki
Statystyki dla Uniwersytetu Michała Römera wyglądają następująco:
- Liczba programów studiów: 63
  - licencjackich: 11
  - magisterskich: 49
  - doktorskich: 3
- liczba studentów: ok. 21 000 (drugi wynik na Litwie)
- liczba pracowników:
  - ogółem: 1206
    - pracowników naukowych: 802
      - tytularnych profesorów: 296
      - wykładowców: 448
      - asystentów: 58

    - innych pracowników: 404

## Doktorzy honoris causa
Tytuł doktora honoris causa przyznano, jak dotąd czterem osobom:
- 2 maja 2006 – prof. dr Georg Winckler
- 19 maja 2006 – prof. Goolam Mohamedbhai
- 4 stycznia 2008 – Bronisław Komorowski
- 23 kwietnia 2009 – prof. Jean-Marc Rapp(inne języki)